# Ça fait tilt
Ça fait tilt è un film del 1978 diretto da André Hunebelle.

## Trama
Il regista di un teatro porta il suo autore a distogliere la mente dalle cose per poter finalmente finire lo spettacolo che stava aspettando. Per ispirarlo, porta un'attrice per sedurlo, ma ovviamente non tutto andrà come previsto...